# Le Claret
Tremplin du Claret (auf Deutsch: Sprungschanze im Claret) ist eine Skisprungschanze im Ortsteil Le Claret im französischen Autrans nahe Grenoble.

## Geschichte
Skisport hat eine lange Tradition in Autrans. Schon nach dem Ersten Weltkrieg hat es mehrere Skisprungschanzen gegeben.
Für die X. Olympischen Winterspiele in Grenoble wurde ab dem Sommer 1965 eine neue Schanze in Le Claret (damals noch in der Größe K 70) mit Platz für 40.000 Zuschauer errichtet. Daneben wurde für den Nachwuchs eine K-40-Schanze gebaut.
Für die Junioren-Europameisterschaft 1974 wurde die Schanze auf K 90 vergrößert. Die Anlage wurde im Laufe der Jahre modernisiert und um weitere Nachwuchsschanzen ausgebaut.

## Normalschanze
Am 6. Februar 1968 sprang der Tscheche Jiří Raška hier zum Olympiasieg.
Obwohl die Schanze seit 1968 eine gültige FIS-Homologation (Zulassung) besaß, wurde sie nur selten für internationale Wettbewerbe genutzt. Zuletzt 2002 fand dort ein FIS-Springen statt. Mittlerweile ist die Homologation abgelaufen und die Schanze ist außer Betrieb.

### Technische Daten
| Le Claret                       | Le Claret     |
| Schanzentisch                   | Schanzentisch |
| ------------------------------- | ------------- |
| Neigung des Schanzentisches (α) | 10,5°         |
| Aufsprung                       |               |
| Hillsize                        | HS 92         |
| Konstruktionspunkt              | 90 m          |
| K-Punkt Neigungswinkel (β)      | 37,0°         |

### Schanzenrekord
- 97,0 m –  Manuel Fettner, 16. März 2000 (FIS)

## Weitere Schanzen
Außer der Normalschanze gibt es in Autrans noch folgende Schanzen: K 57 (FIS-Homologation Ende Januar 2022 abgelaufen, die Schanze wird seit November 2022 renoviert), K 29 und K 12. Bis auf die K 90 sind alle für den Sommerbetrieb mit Matten belegt.